# Daniel López Pinedo
Daniel López Pinedo (Barcelona, 16 de julho de 1990) é um jogador de polo aquático espanhol.

## Carreira
López disputou duas edições de Jogos Olímpicos pela Espanha: 2012 e 2016. Seu melhor resultado foi o sexto lugar nos Jogos de Londres.